# 세 개의 피아노 소나타, WoO 47 (베토벤)
세 개의 피아노 소나타, WoO 47은 1782-3년경 루트비히 판 베토벤에 의해 쓰인 작품이다. 소나타는 일정 수준의 조숙함을 보여주며, 나중에 제작한 걸작들의 선구자 역할을 한다. 그것들은 선제후(독일어: Kurfürst) 막시밀리안 프리드리히에게 헌정되어 "선제후 소나타"(독일어: Kurfürstensonaten)로도 알려져 있다.

## 개요
모차르트와 마찬가지로 베토벤의 음악적 재능은 어린 나이에 인정 받았으며, 이 세 개의 소나타는 작곡가의 능력과 대담함을 일찌감치 엿볼 수 있다. 베토벤은 소나타가 고전 피아노 문헌의 초석이었기 때문에, 일반적으로 나이가 많고 성숙한 작곡가가 시도하는 형식으로 작곡을 하고 있었다. 이 작품은 아주 어린 나이에 쓰여졌기 때문에(베토벤 자신이 작품 번호를 지정하지 않았기 때문에), 역사적으로 베토벤 피아노 소나타의 주요 작품 목록에서 생략되었다. 그러나 배리 쿠퍼는 영국왕립음악대학연합회(ABRSM)을 위해 만든 소나타의 비평판에 이 세 개를 포함시켜 "완전판은 완성되어야 하며, 초기 작품을 무시하면 작곡가의 발전 과정을 더 이상 보여주지 않는다"라고 주장했다. 이 세 개의 작품의 포함으로 베토벤의 총 피아노 소나타 수는 서른 두 곡에서 서른 다섯 곡으로 늘어났다.

## 구조

### 1번 내림마장조 (WoO 47-1)
총 연주 시간은 11분 정도 소요된다.
- 제1악장. 알레그로 칸타빌레 
내림마장조. 4/4 박자.
악상 기호가 독특한데, 알레그로 칸타빌레라는 것은 우선 있을 수 없는 조합이다. 초기 작품(바이올린 소나타 제2번 등)에 많으며, 부점 리듬과 왼손의 내림 마장조 걸림음이 특징적이다.
- 제2악장. 안단테
내림나장조. 2/4 박자.
형식적인 완서악장이다. 제1악장과 시작의 음형 등이 공통이 되고 있다.
- 제3악장. 론도 비바체 
내림마장조. 6/8 박자. 론도 형식.

### 2번 바단조 (WoO 47-2)
총 연주 시간은 15분 정도 소요된다.
- 제1악장. 라르게토 마에스토도 - 알레그로 아사이
바단조. "2/2 박자 - 4/4 박자".
독특한 악상 기호로, 라르게토 마에스토소의 준엄한 부분과 알레그로 아사이의 부분이 교대로 등장한다. 비창 소나타에 응용되는 작곡기법이라고 할 수 있다.
- 제2악장. 안단테 
내림가장조. 2/4 박자.
형식적인 완서악장이다.
- 제3악장. 프레스토
유니즌에 의한 담담한 음영이 있는 주제에 의해 시작된다.

### 3번 라장조 (WoO 47-3)
총 연주 시간은 14분 정도 소요된다.
- 제1악장. 알레그로      
라장조. 4/4 박자.
이전 두 작품에 비해 규모가 크고 당당한 악상과 구성으로 만들어져 있다. 재현부에서는 제1주제가 꽤 생략된다.
- 제2악장. 미뉴에트. 소스테누토 - 여섯 개의 변주곡  
가장조. 3/4 박자. 변주곡 형식.
미뉴에트 주제와 음형에 따른 간단한 변주로 구성된다.
- 제3악장. 스케르찬도. 알레그로, 마 논 트로포
라장조. 2/4 박자.
스케르찬도로 나타내어지고, 하이든풍의 위트가 풍부한 악장이다.

## 같이 보기
- 루트비히 판 베토벤의 작품 목록
- 피아노 소나타 (베토벤)

## 참고 문헌
1. ↑  With the incipit of a possible 36th identified by Thayer.
2. ↑  With the incipit of a possible 36th identified by Thayer.

1. ↑  Thayer 1921, 59쪽.
2. ↑  Cooper, Barry (2008). 《Beethoven》 2판. Oxford University Press. 10쪽.
3. ↑  White, Michael (2008년 1월 20일). “Settling Old Scores by Beethoven”. 《The New York Times》. 2019년 3월 12일에 확인함.

출처
- Thayer, A. W. (1921).  Krehbiel, Henry Edward, 편집. 《The Life of Ludwig Van Beethoven, Vol 1》. The Beethoven Association. OCLC 422583.

## 추가 자료
- Song, Moo Kyoung (2002). 《The Evolution of Sonata-Form Design in Ludwig van Beethoven's Early Piano Sonatas, WoO 47 to Opus 22》 (PDF) (Ph. D. thesis). University of Texas at Austin.[깨진 링크(과거 내용 찾기)]